# Diaspidiotus ancylus
Diaspidiotus ancylus är en insektsart som först beskrevs av Joseph Duncan Putnam 1878. Diaspidiotus ancylus ingår i släktet Diaspidiotus och familjen pansarsköldlöss. Inga underarter finns listade i Catalogue of Life.